# Radio Hit
Radio Hit (ryska: Радио Хит) var en rysk radiostation som sände på frekvensen 90,6 MHz från 2007 till 2010 i Sankt Petersburg. Den spelade hit- och dancemusik för det mesta.